# Sándor Tátrai
Sándor Tátrai (ur. 8 lipca 1914 w Tuzli, zm. 5 września 1970 w Múcsony) – węgierski piłkarz występujący na pozycji obrońcy, po zakończeniu kariery trener.

## Kariera piłkarska i trenerska
Tátrai rozpoczął karierę piłkarską w Rákosszentmihályi AFC, skąd w 1934 roku przeniósł się do Salgótarjáni BTC. Po dwóch latach zasilił Ferencvárosi TC, który występował wówczas w I lidze węgierskiej. W nowym zespole zadebiutował 30 sierpnia  1936 roku w wygranym 2:1 spotkaniu z Nemzeti SC, zaś pierwszą bramkę strzelił 20 września 1936 roku w wygranym 2:0 meczu z Phöbus FC. Tátrai zdobył z Ferencvárosi trzykrotnie tytuł mistrza (1937/1938, 1939/1940, 1940/1941) i wicemistrza kraju (1936/1937, 1938/1939, 1943/1944), jeden raz zakończył z drużyną krajowe mistrzostwa na trzecim miejscu (1942/1943), trzykrotnie wygrał Puchar Węgier (1942, 1943, 1944) oraz tryumfował w Pucharze Mitropa (1937). Tátrai zakończył grę dla Ferencvárosi w 1944 roku. W sezonie 1947/1948 zasilił FőTAXI SC, w którym zadebiutował 26 października 1947 roku w przegranym 3:0 meczu z Győri ETO FC. Drużyna Tátraiego zajęła na zakończenie rozgrywek ligowych ostatnie miejsce w tabeli i spadła z I ligi.
Po zakończeniu kariery piłkarskiej, Tátrai rozpoczął pracę jako trener. W latach 1958–1961 prowadził Ferencvárosi, z którym zdobył w sezonie 1959/1960 wicemistrzostwo Węgier. W 1963 roku trafił do Ruchu Chorzów.  Na stanowisku szkoleniowca zastąpił wówczas Gerarda Cieślika. Przejście do klubu komentował słowami: „Oferta Ruchu była dla mnie miłym zaskoczeniem, tym bardziej, że poważnie myślałem o objęciu posady w innym klubie. Chorzowską jedenastkę miałem sposobność obserwować podczas kilku pojedynków z czołowymi zespołami węgierskimi. Podobało mi się nie tylko wysokie zaawansowanie technicznie poszczególnym zawodników, ale przede wszystkim zrozumienie dla założeń nowoczesnej gry”. Na ławce trenerskiej „Niebieskich” zadebiutował 9 sierpnia 1961 roku w zremisowanym 3:3 spotkaniu z Polonią Bytom. W sezonie 1962/1963 Tátrai zdobył z Ruchem wicemistrzostwo Polski oraz dotarł do finału Pucharu Polski, w którym przegrał 2:0 z Zagłębiem Sosnowiec. W październiku 1963 roku ze względu na słabe wyniki (dwa zwycięstwa, cztery remisy i porażki) został zwolniony z „Niebieskich”, a następnie wrócił do ojczyzny i rozpoczął pracę w Oroszlányi Bányász. W 1966 roku ponownie prowadził piłkarzy Ferencvárosi i drugi raz w karierze zdobył tytuł wicemistrza kraju. W latach 1967–1968 trenował Szombathelyi Haladás, zaś w latach 1969–1970 Diósgyőri VTK.

## Statystyki

### Klubowe w latach 1936–1948[1]
| Sezon        | Klub            | Liga    | Liga krajowa | Liga krajowa | Puchar krajowy | Puchar krajowy | Puchar Mitropa | Puchar Mitropa | Łącznie | Łącznie |
| ------------ | --------------- | ------- | ------------ | ------------ | -------------- | -------------- | -------------- | -------------- | ------- | ------- |
| Sezon        | Klub            | Liga    | Meczów       | Bramek       | Meczów         | Bramek         | Meczów         | Bramek         | Meczów  | Bramek  |
| 1936/1937    | Ferencvárosi TC | I Liga  | 23           | 6            | –              | –              | –              | –              | 23      | 6       |
| 1937/1938    | Ferencvárosi TC | I Liga  | 18           | 0            | –              | –              | 9              | 0              | 27      | 0       |
| 1938/1939    | Ferencvárosi TC | I Liga  | 22           | 0            | –              | –              | 8              | 0              | 30      | 0       |
| 1939/1940    | Ferencvárosi TC | I Liga  | 9            | 1            | –              | –              | 6              | 0              | 15      | 1       |
| 1940/1941    | Ferencvárosi TC | I Liga  | 14           | 0            | –              | –              | –              | –              | 14      | 0       |
| 1941/1942    | Ferencvárosi TC | I Liga  | 19           | 2            | 1              | 0              | –              | –              | 20      | 2       |
| 1942/1943    | Ferencvárosi TC | I Liga  | 23           | 0            | 1              | 0              | –              | –              | 24      | 0       |
| 1943/1944    | Ferencvárosi TC | I Liga  | 24           | 1            | 2              | 0              | –              | –              | 26      | 1       |
| 1947/1948    | FőTAXI SC       | I Liga  | 2            | 0            | –              | –              | –              | –              | 2       | 0       |
| Podsumowanie |                 |         |              |              |                |                |                |                |         |         |
| Razem        | Ferencvárosi TC | I liga  | 152          | 10           | 4              | 0              | 23             | 0              | 179     | 10      |
| Razem        | FőTAXI SC       | I liga  | 2            | 0            | –              | –              | –              | –              | 2       | 0       |
|              | Łącznie         | Łącznie | 154          | 10           | 4              | 0              | 23             | 0              | 181     | 10      |

### Trenerskie
| 1961      | Ruch Chorzów | I Liga | 13 | 6  | 3  | 4  | 46.2 |
| 1962      | Ruch Chorzów | I Liga | 14 | 6  | 3  | 5  | 42.9 |
| 1962/1963 | Ruch Chorzów | I Liga | 26 | 15 | 7  | 4  | 57.7 |
| 1963/1964 | Ruch Chorzów | I Liga | 10 | 2  | 4  | 4  | 40   |
| Razem     | Razem        | Razem  | 63 | 29 | 17 | 17 | 46   |

## Sukcesy

### Piłkarskie

#### Ferencvárosi TC
- Mistrzostwo Węgier w sezonach: 1937/1938, 1939/1940, 1940/1941
- Wicemistrzostwo Węgier w sezonach: 1936/1937, 1938/1939, 1943/1944
- 3. miejsce w mistrzostwach Węgier w sezonie 1942/1943
- Puchar Węgier w sezonach 1942, 1943, 1944
- Puchar Mitropa w sezonie 1937

### Trenerskie

#### Ferencvárosi TC
- Wicemistrzostwo Węgier w sezonach: 1959/1960, 1966

#### Ruch Chorzów
- Wicemistrzostwo Polski w sezonie 1962/1963